# Pont du Beipanjiang
Le pont du Beipanjiang est un pont à haubans situé près de Liupanshui, dans la province du Guizhou en Chine. Il est constitué essentiellement d'acier et de béton armé. À sa mise en service, en décembre 2016, il devient le pont franchissant le plus haut précipice avec une hauteur sous tablier de 565 mètres,. Il supplante ainsi le record du pont du Siduhe. Il permet de relier Xuanwei à Shuicheng en traversant le canyon de la rivière Beipan. Il est long de 1 341 mètres et a coûté environ 139 millions d'euros.
Ce pont routier constitue une section de l'autoroute G56, qui relie Hangzhou (Zhejiang) à Ruili (Yunnan), soit 2 900 km.

## Galerie

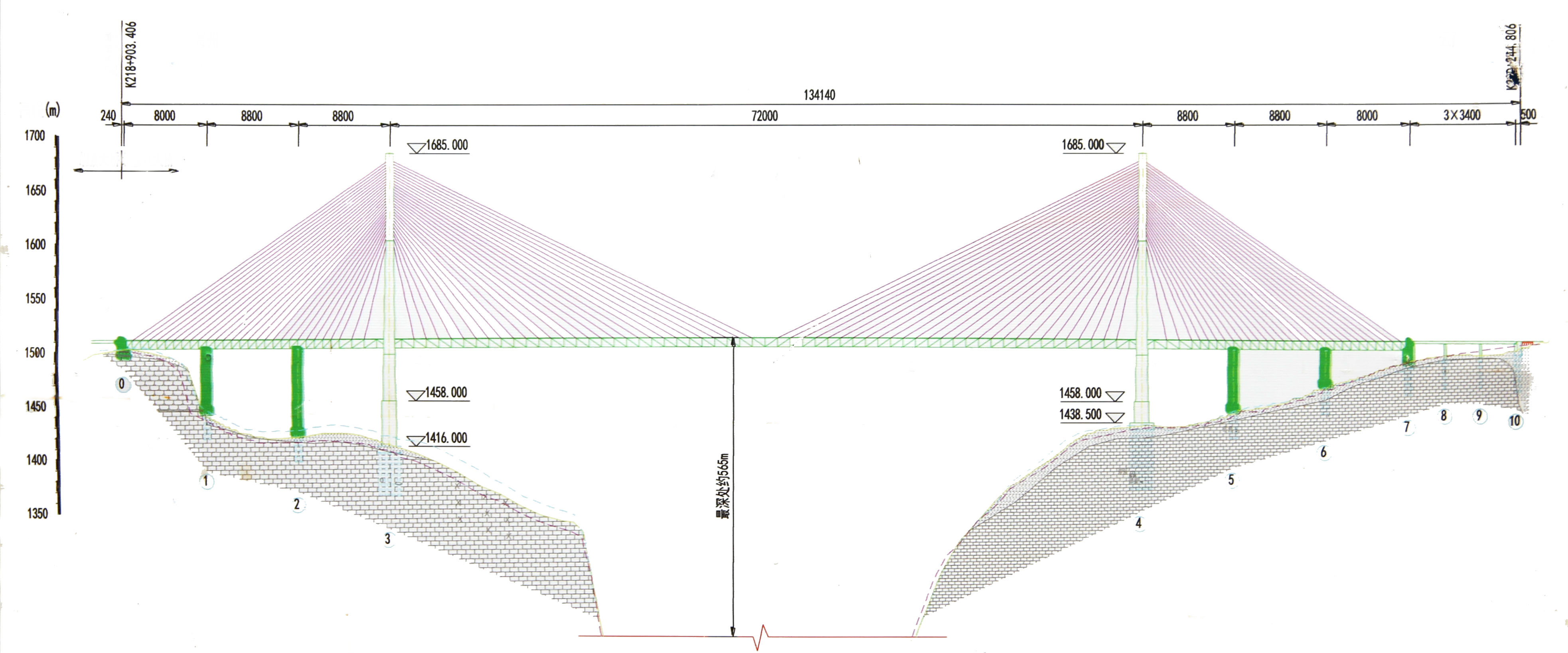
Dimensions du pont.
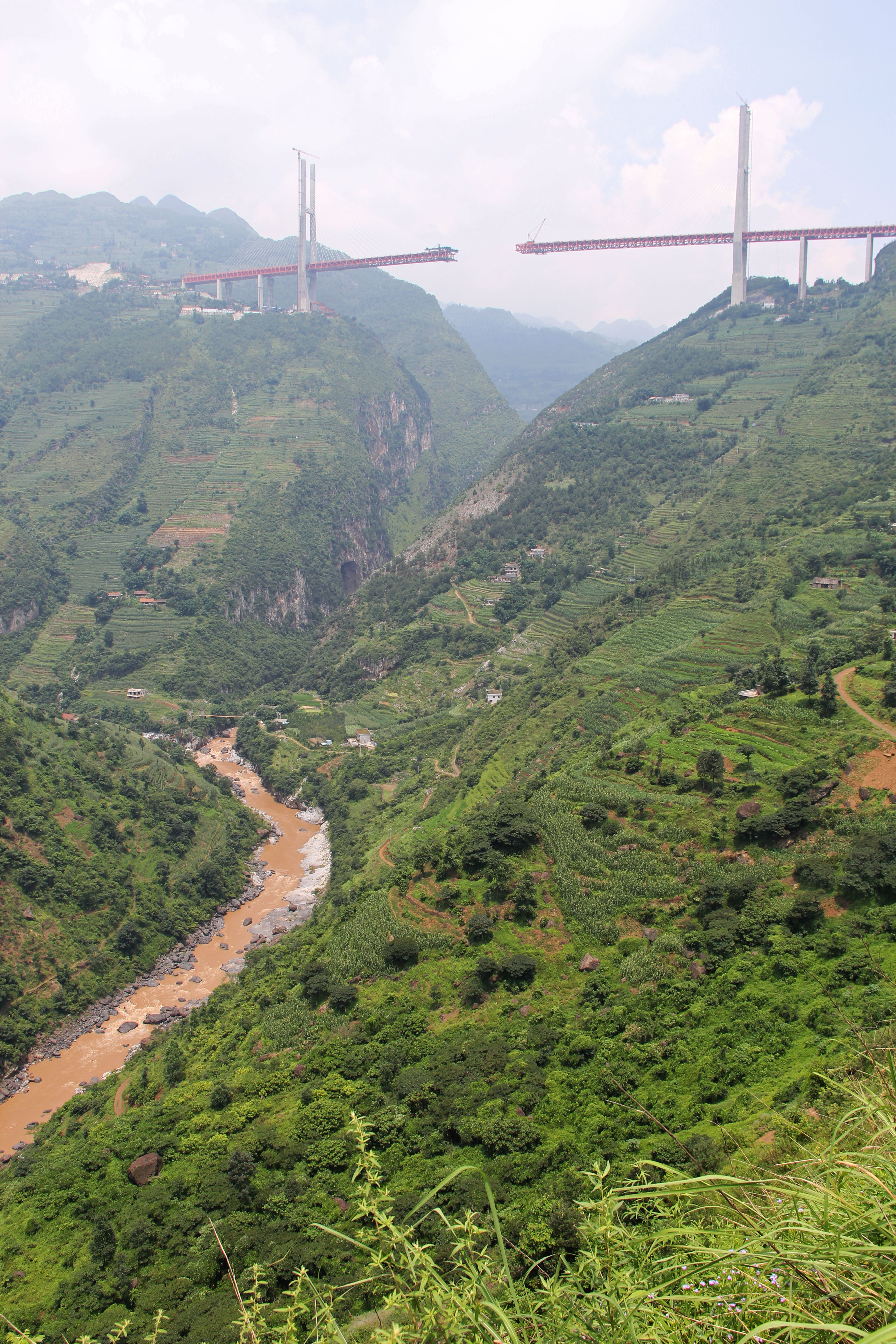
Le pont en 2016.